# Radiotelevisiun Svizra Rumantscha
La Radiotelevisiun Svizra Rumantscha (RTR) és una filial de l'empresa pública suïssa de mitjans de comunicació SRG SSR idée suisse i s'encarrega de la producció i difusió de programes de ràdio i televisió en romanx per a la Suïssa retoromana (cantó dels Grisons). Gestiona la Ràdio Rumantsch i la Televisiun Rumantscha. La RTR té aproximadament 100 empleats.

## Història
El 17 de gener de 1925 es retransmet la primera emissió de ràdio en romanx sota la responsabilitat de Felix Huonder. Les emissions regulars comencen en 1943. Ràdio Rumantsch es crea en 1954, quan comencen les seves primeres emissions de ràdio per al cantó dels Grisons.
Les primeres emissions de televisió en romanx comencen el 17 de febrer de 1963 amb Il Balcun Tort, per commemorar el 25è aniversari de la votació que va fer del romanx la quarta llengua nacional suïssa. Des de 1972, Schweizer Fernsehen concedeix un ampli lloc a les emissions en romanx. Els programes regulars de TV s'inicien en 1975 amb el naixement de la Television Rumantscha que produeix el telenotícies en romanx Telesguard, emès en SF després de l'emissió de Cuntrasts.
En la línia directa de la reorganització de la SSR, Radio Rumantsch es converteix en una unitat d'empresa autònoma en 1991, unida en 1995 amb la Televisiun Rumantscha, que no depèn més que de la Schweizer Fernsehen. La nova unitat d'empresa, batejada Radio e Televisiun Rumantscha, comprèn d'ara endavant la ràdio i la televisió.

## Organització

### Seu
La seu administrativa de la RTR se situa a Coira. Posseeix també oficines en Savognin, Glion, Scuol, Müstair, Samedan i Berna.

### Capital
La RTR és 100 % propietat del grup audiovisual públic suís SRG SSR idée suisse, amb seu a Berna. Els recursos del grup provenen dels impostos i de la publicitat.

## Activitats

### Ràdio
La RTR produeix i difon un programa de ràdio en romanx per la Suïssa retoromànica: Radio RTR (anterior Radio Rumantsch). Emet els seus programes en retoromànic de dilluns a divendres entre les 6 i les 21 hores. Els caps de setmana, la programació comença a les 8 hores.

### Televisió
La Televisiun Rumantscha (TvR) és el sector de la RTR encarregat de la producció de programes de televisió en romanx per la Suïssa retoromànica. Produeix 90 minuts de televisió a la setmana. Els seus programes es componen d'aproximadament 50 hores de produccions pròpies, 6 hores de produccions comprades i 20 hores de repeticions.
Subtitulades en alemany, les emissions de la TvR s'emeten al territori, per la primera cadena de Schweizer Fernsehen, SF 1. Algunes d'elles es reben des de 1997 en la Suïssa romanda per la TSR 2 i en la Suïssa italiana per la TSI 2, en horaris menys accessibles. Aquestes emissions són l'ocasió per al conjunt de la població suïssa de trobar-se, a intervals regulars, amb la minoria més petita del país. Diverses pel·lícules produïdes per la TvR han estat premiades a Suïssa i a l'estranger.